# 三枚起請
『三枚起請』（さんまいきしょう）は古典落語の演目。遊女から身請け話の起請文を持ちかけられた男3人が、同じ遊女からのものだと気づき、3人で仕返しをはたらこうとする内容。
もとは上方落語で、初代三遊亭圓右が東京に持ち込んだ。舞台となる遊廓は、上方版が難波新地、東京版が吉原遊廓である。江戸落語では5代目古今亭志ん生が得意とした。
原話として、喜久亭寿暁の演目集『滑稽集』（文化2 - 4年・1805年 - 1807年）に「北国三人壱座」とあるものを武藤禎夫は「母体かも知れぬが」としながらも、桂松光の演目集『風流昔噺』（万延2年・1861年）に「三枚ぎしよう 但シわたしやからすとむこづら（向面＝敵同士）や」と明確にサゲ（落ち）まで示されているとする。前田勇は『風流昔噺』の同じ記述について（最後の部分が）「むこづち（向鎚）」か「むこづら」か不分明だが、「むこづら」の方が「ピッタリする」としている。
1940年9月に当時の講談落語協会が警視庁に届ける形で口演自粛を決定した禁演落語53演目に含められた。

## あらすじ
かつて遊廓では、客と遊女との間で、年季が開ければ夫婦になることを約束する起請文を取り交わすことが流行った。
ある町内の若い男3人が話していたところ、それぞれ馴染みの遊女から起請文をもらったという話になった。名前を見ると3人とも相手の遊女は同じ名前であり、嘘をつかれたと知る。しかも、3人のうち1人は、妹から金を借りて借金の肩代わりまでしてやったのだった。これは他にも多くの男が騙されているぞという話になり、3人でその遊女を懲らしめてやろうということになった。
3人で遊郭に登楼して女将に言い含め、1人はその遊女を待ち、他の2人はそれぞれ押入れと衝立の陰に隠れた。遊女がやってくると、男は他にもお前から起請文をもらったという奴がいるぞと問い詰めるが、まさか当人たちが隠れているとは知らず、遊女は否定し、彼らの容姿をけなす。そこで隠れていた2人が登場し、遊女が驚くものと思いきや、むしろ、遊女は男を騙すのが仕事だと開き直る。男は熊野牛王符の逸話に由来して、遊女の仕業だとしても、起請文に嘘を書くと熊野のカラスが3羽死ぬそうだが、お前のせいで熊野中のカラスが死にそうだなと批難すると、遊女はむしろ私は世界中のカラスを殺してやりたいと返す。どうしてだと問う男に遊女は答える。
「ゆっくり、朝寝がしてみたい」

## 落ちについて
落ちは、高杉晋作が品川遊郭の土蔵相模で作ったとされる有名な都々逸「三千世界の鴉（からす）を殺し ぬしと朝寝がしてみたい」を踏まえたものである。
起請文に嘘があったり、破った場合にカラスが死ぬという言い伝えは、起請文としてポピュラーであった熊野牛王符に由来するものであり、熊野の神使であるカラスが死に、約束を破った者は地獄に落ちるということを意味している。
また、他の落ちとして、3人に「ハナ（端）からシマイ（終い）まで説明しろ」と詰め寄られた遊女が「シマイ（四枚）？　私が書いたのは三枚だけよ」と返すものもある。